# Fraktion (Chemie)
Fraktion (lateinisch fractio ‚Bruch‘, ‚Bruchteil‘), auch Schnitt, bezeichnet in der Chemie eine Untergruppe von Stoffen in einem Stoffgemisch unabhängig vom Aggregatzustand. Die Stoffe einer Fraktion sind einander ähnlicher als dem Rest des Stoffgemisches. Der prozentuale Anteil einer Fraktion an einem Gemisch kann als molare Fraktion, als Massenfraktion oder bei Gasen häufiger als Volumenfraktion ausgedrückt werden.

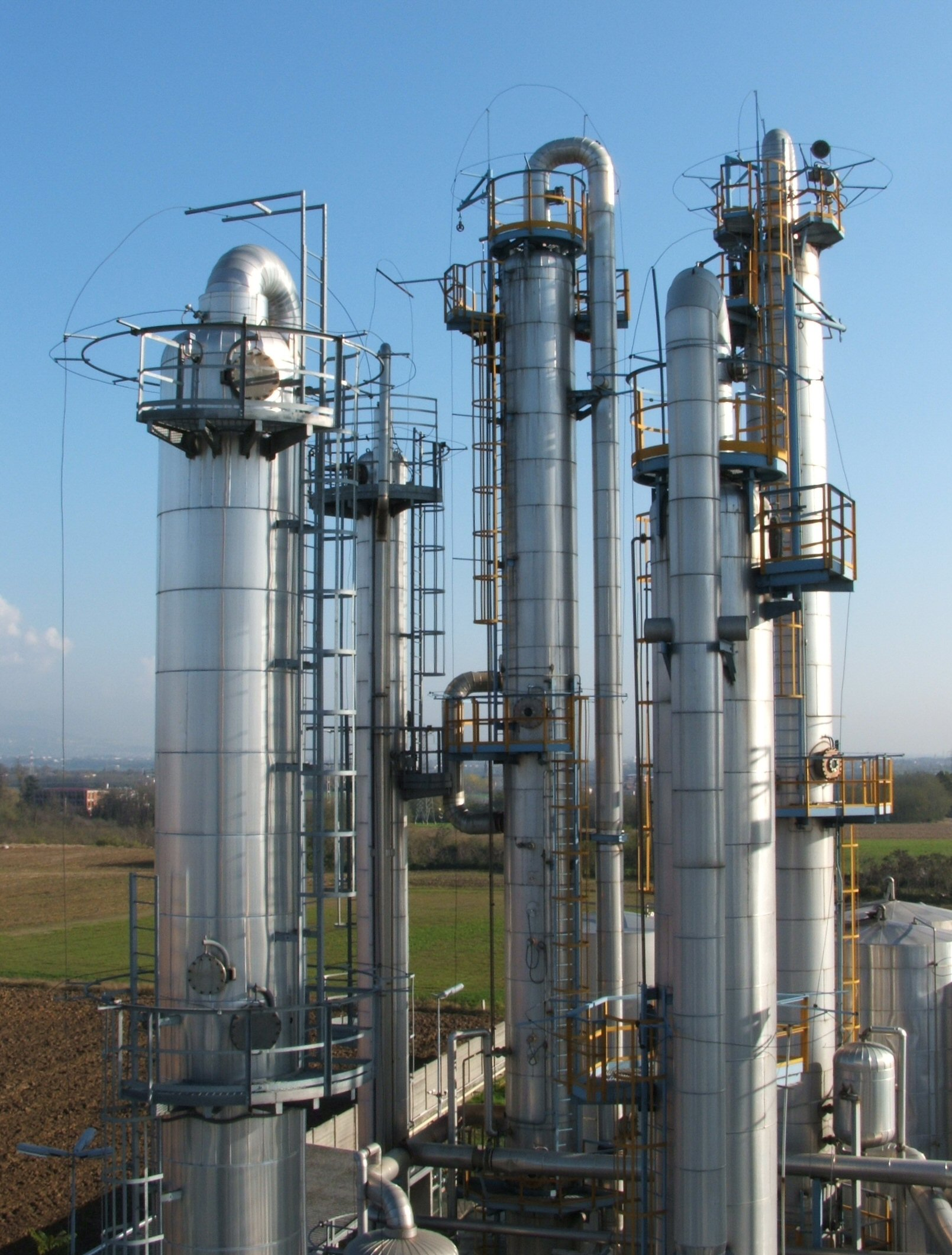
Typische industrielle Rektifikationsanlage zur „fraktionierenden Destillation“.

Beispiele sind die CO2-Fraktion in der Ausatemluft, die O2-Fraktion der Einatemluft (FiO2, → Beatmung), die Leichtölfraktion des Erdöls, in der Biochemie die Eiweiß-Fraktion der Milch oder Organell-Fraktionen bei der Aufarbeitung von biologischen Geweben sowie lösliche Proteine einerseits und unlösliche Membranfraktionen andererseits bei der Subfraktionierung von Organellen (oder generell membranären Systemen).

## Trennung
Bei der Extraktion von Pflanzen oder tierischem Material fallen oft Gemische mehrerer Stoffe an. Ebenso entstehen bei der chemischen Synthese oft mehrere Stoffe nebeneinander. Die Trennung dieser Stoffe bezeichnet man als Fraktionierung, dabei erhält man mehr oder weniger saubere (einheitliche) Fraktionen, wobei jede im Idealfall nur einen Stoff enthält, der also chemisch einheitlich ist. Zur Trennung der Fraktionen stehen verschiedene chemische (zum Beispiel Fällung) und physikalische (zum Beispiel fraktionierende Kristallisation, fraktionierende Destillation, fraktionierende Sublimation, fraktionierende Auflösung, fraktionierenden Extraktion, fraktionierenden Sedimentation, fraktionierenden Flotation und fraktionierenden Elektrophorese) Verfahren zur Verfügung. Bei der gaschromatographischen, säulenchromatographischen oder dünnschichtchromatographischen Trennung von Stoffgemischen fallen mehrere Fraktionen an, die dann einzelne Stoffe oder eine Stoffgruppe getrennt enthalten.

### Analytische Trennung
Bei der analytischen Trennung (Fraktionierung) wird meist nur eine kleine Menge (typisch < 1 mg) des Stoffgemisches beispielsweise gaschromatographisch getrennt. Oft wird die Trennmethode mit einer Analysenmethode kombiniert. Ein Beispiel dafür ist die Kombination von Gaschromatographie und Massenspektrometrie (GC-MS).
Die Dünnschichtchromatographie ist eine alternative Methode zur analytischen Trennung sehr kleiner Mengen eines Stoffgemisches.
In der makromolekularen Chemie spielt die Trennung von Polymeren unterschiedlichen Polymerisationsgrades in Fraktionen annähernd einheitlicher Molekularmasse eine Rolle.

### Präparative Trennung
Bei der präparativen Trennung (Fraktionierung) wird ein Stoffgemisch in beträchtlichen Mengen (typisch mehrere mg, g, kg oder to) durch fraktionierende Destillation (Beispiel: Trennung von Erdöl in Erdölfraktionen wie Ottokraftstoff, Dieselkraftstoff, Heizöl, Grundöle für Schmierstoffe, Bitumen), fraktionierende Kristallisation (Trennung von Feststoffgemischen) oder durch Säulenchromatographie (häufig im organisch-chemischen Labor, seltener in der Technik) getrennt.